# Décio Villares
Décio Rodrigues Villares (Río de Janeiro, 1 de diciembre de 1851 - Río de Janeiro, 21 de junio de 1931) fue un pintor, escultor, caricaturista y dibujante brasileño. Fue responsable por realizar el dibujo del disco azul de la bandera de Brasil y realizar el monumento en homenaje a Júlio de Castilhos, político de Río Grande del Sur.
Mantuvo amistad con Pedro Américo y su hermano Aurélio de Figueiredo con quien estudió por algunos años en Europa. En Brasil se destacó por su arte sobre temas de historia nacional y fue un gran partidario del positivismo y frecuentador de la Iglesia Positivista de Brasil aunque no fue un adepto oficial.